# Posizione di stress

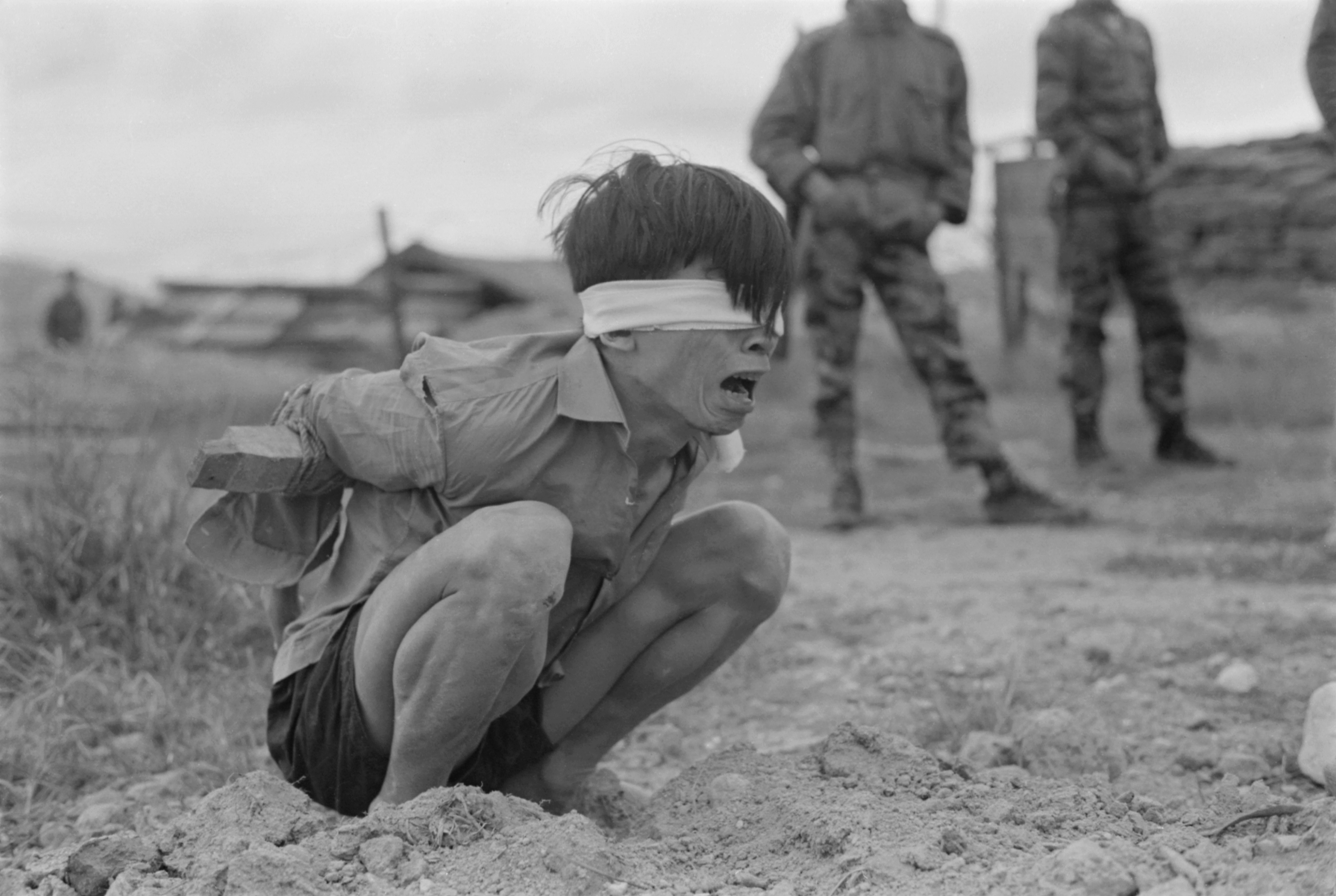
Un prigioniero vietcong catturato nel 1967 dall'Esercito della Repubblica del Vietnam, costretto a una posizione di stress in attesa dell'interrogatorio.

La posizione di stress, conosciuta anche come posizione di sottomissione, è una qualunque posa che costringe il corpo umano a scaricare la gran parte del proprio peso solamente su pochi muscoli. Ad esempio, una persona potrebbe essere costretta a restare solo sugli avampiedi con ginocchia e gambe piegate in modo da massimizzare la fatica. Tale posizione genera un intenso grado di pressione sulle gambe, arrecando dolore e successivamente insufficienza muscolare.
Forzare dei prigionieri a una posizione di stress è una "tecnica di interrogatorio avanzata" usata per estorcere informazioni.
L'adozione delle posizioni di stress è prevista tra le pratiche di interrogatorio (cosiddette cinque tecniche) adottate dalle forze militari britanniche.